# Matthias Ogden
Matthias Ogden (Elizabeth, 22 de outubro de 1754 – Elizabeth, 31 de Março de 1791) foi filho de Robert Ogden, um advogado e funcionário público, e Phebe (Hatfield) Ogden. Robert foi um político proeminente, servindo como o orador da Câmara dos Representantes dos Estados Unidos na véspera da Revolução Americana. A família tinha raízes profundas em Nova Jérsei: John Ogden tinha construído uma casa em Elizabeth em 1664 depois de ter se mudado para Long Island, onde ele tinha liquidado em 1640, de Hampshire, Reino Unido. Matthias frequentou a Faculdade de Nova Jérsei (agora Universidade Princeton), como fez seu irmão mais novo, Aaron Ogden.